# Gutkowice-Nowiny
Gutkowice-Nowiny est une localité polonaise de la gmina de Żelechlinek, située dans le powiat de Tomaszów Mazowiecki en voïvodie de Łódź.